# Crétois (cheval)
Vous lisez un « bon article » labellisé en 2018.
Pour les articles homonymes, voir Crétois.
Le Crétois, anciennement connu sous le nom de Messará, est l'unique race de chevaux autochtone de l'île de Crète. Si la présence de chevaux sur cette île est plus ancienne, le Crétois prend vraisemblablement son apparence actuelle au fil du croisements réguliers entre les juments de montagne locales, proches du Pindos, et les étalons apportés par les envahisseurs turcs, de race Arabe.
Le Crétois est caractérisé par un modèle fin, proche de celui du cheval arabe. Il a la particularité de posséder une allure supplémentaire en plus du pas, du trot et du galop, un amble rompu à quatre temps, qui fait sa renommée, en le rendant particulièrement confortable pour des cavaliers. La race est désormais surtout employée pour le tourisme équestre, grâce à ses capacités de portage importantes malgré sa taille réduite. Rare, le cheval crétois est en danger d'extinction. Il bénéficie de mesures de protection, qui ont permis de stabiliser le cheptel à environ 200 sujets dans les années 2010.

## Dénomination
D'après l'écrivain Giacomo Giammatteo, la graphie juste du nom de cette race de chevaux s'écrit avec une initiale en majuscule, dans la mesure où elle est nommée d'après l'île de Crète. En français, le guide Delachaux nomme cette race « Messará », indiquant « cheval crétois » comme un synonyme. « Messará » est un nom ancien, issu de la région crétoise dans laquelle ces chevaux ont historiquement évolué et été présents en grand nombre,. La race est nommée Cretan en anglais par CAB International, alors que Bonnie Lou Hendricks, de l'université de l'Oklahoma (1995, réédition 2007) utilise le nom « Messará ». En allemand, Jasper Nissen emploie le nom Kretanisches pferd (cheval crétois).
Un autre nom recensé, en grec moderne, est Georgalidou ou Georgalidiko, ainsi que des variantes de transciption « Jorkalidiko » (Willekes) et « Jorgalídika » (Nissen). Ce nom est donné en référence aux allures de la race, par dérivé du mot turc giorga,,,. D'après Nissen, il signifie littéralement « marche sur la balançoire ».

## Histoire
D'après le botaniste Oliver Rackham et l'archéologue Jennifer Moody (en), la Crète n'est pas réputée pour sa tradition d'élevage de chevaux, l'animal y ayant surtout un rôle de marqueur de statut social.
Il existe différentes opinions au sujet de l'ancienneté de la race crétoise. L'archéozoologue Theodore Antikas, dans un article uniquement publié sur Academia.edu, estime que le Crétois pourrait être l'une des plus anciennes races de chevaux d'Europe, idée que l'on retrouve aussi dans des sources vulgarisées. L'auteur allemand Jasper Nissen cite un article de presse de Friderun Papavassiliou (1995), pour qui le Crétois trouve ses origines au Xe siècle, voire plus tôt,.
CAB International et l'agronome Waltraud Kugler, dans son étude pour la fondation SAVE qui cite elle-même en sources le Pr J. Menegatos, V. Lekkas et M. Konsantinidou, estiment que la race n'est pas antérieure à la période des invasions turques, vers 1500.

### Arrivée du cheval en Crète

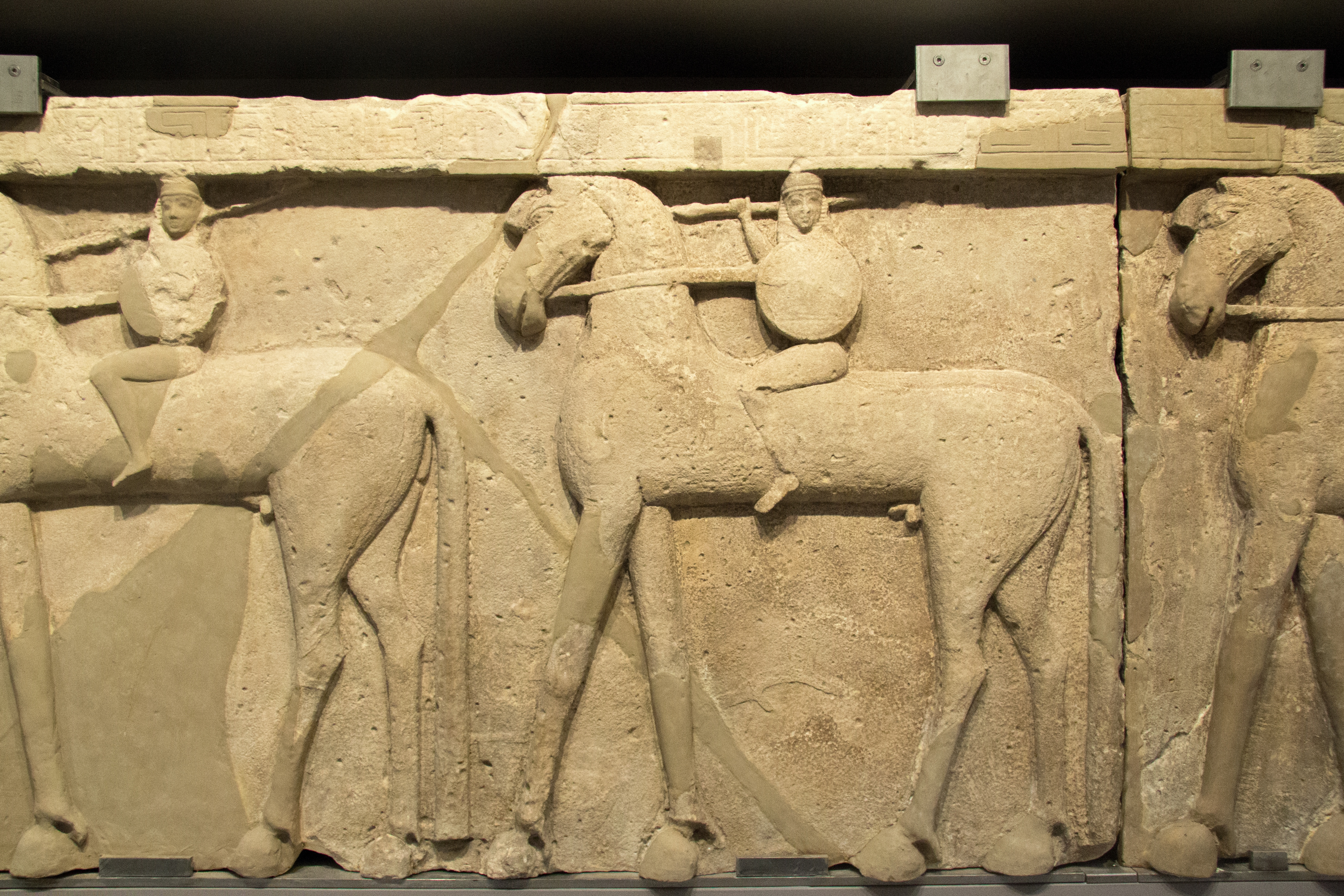
La frise de Prinias, exposée au musée d'Héraklion.

Les premières traces archéologiques du cheval en Crète remontent à l'âge du bronze final, un squelette de cheval sacrifié ayant été daté du minoen tardif IIIA, soit environ 1 400 à 1 300 av. J.-C. L'utilisation de chevaux par les Minoens est démontrée. Différents objets d'art minoens représentent des chevaux, les plus anciens étant des empreintes de sceaux découvertes à Aghia Triada et Slavokambos (MMIII/MRIA), prouvant la présence précoce de ces animaux en Crète. Il semble que les textes mythologiques aient gardé des traces de l'arrivée des premiers chevaux en Crète depuis l'Anatolie et l'Argolide, puisque cet animal est réputé être né dans la mer, d'un coup de trident du dieu Poséidon.
Les chercheurs Laerke Recht et Christine E. Morris estiment peu probable que le cheval soit élevé sur place en raison de sa rareté et de son coût élevé.

### Antiquité
Le site de Prinias a révélé une frise du VIIe siècle av. J.-C. constituée de cavaliers, dont le style a pu influencer un protomé spartiate antique, retrouvé en 1924-1927.
Dans son poème sur la chasse, le pseudo-Oppien (début du IIIe siècle) cite entre autres les chevaux de Crète parmi les plus réputés pour leur vigueur et leur vitesse.

### Durant la période ottomane
À partir du XVIIe siècle, durant l'occupation turque, la race crétoise reçoit l'influence des chevaux qui arrivent sur l'île avec les invasions ottomanes, en particulier celle d'étalons arabes turcs, qui se mêlent aux juments de montagne locales,. Ces chevaux sont historiquement des animaux de ferme, des symboles de statut social associés au prestige et des montures militaires.
Le naturaliste Joseph Pitton de Tournefort qui visite la Crète en 1700 et en monte, les décrit comme des « bidets pleins de feu » capables d'escalader et de descendre les chemins escarpés et rocailleux, utilisés pour les déplacements et la chasse au lièvre.

### AuxXIXeetXXesiècles

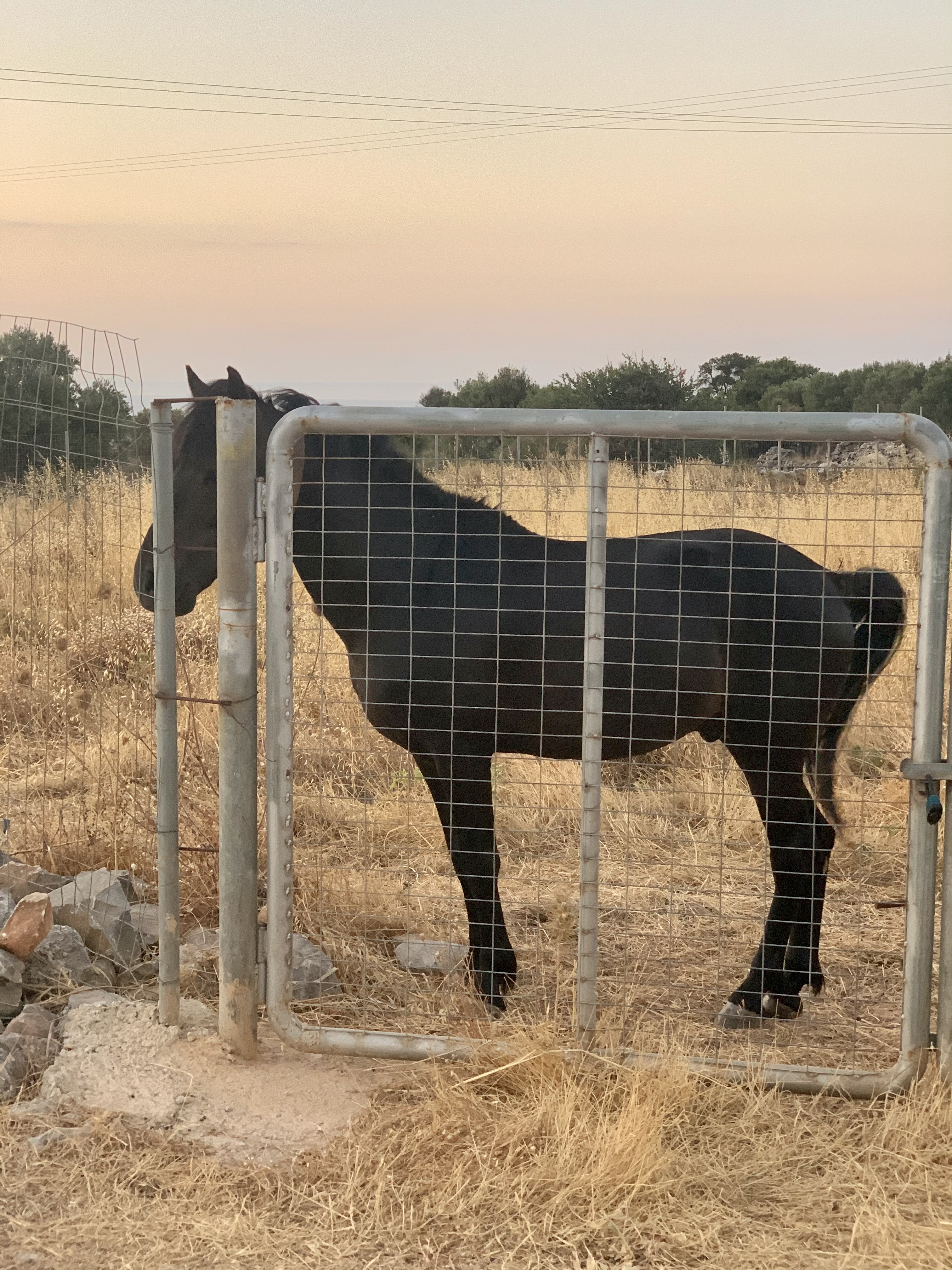
Cheval à Kókkino Chorió, en juillet 2021.

Dans la troisième partie d'un récit intitulé Cretan Days (Jours crétois), publié dans The Atlantic Monthly en 1868, l'auteur américain J. Stillman raconte avoir randonné en Crète, sur une route de montagne particulièrement abrupte, dans les collines du sud de Kissamos. Au terme d'une descente d'une demi-heure, son cheval a rué, provoquant sa chute dans un lit de torrent caillouteux et le piétinant. Il profite de son texte pour « informer ses lecteurs que les chevaux crétois sont tous vicieux », mais apprend subséquemment que le cheval qui lui avait été confié était le seul à avoir une telle réputation.
En 1928, l'île crétoise héberge environ 6 000 de ces chevaux. D'après Friderun Papavassiliou, au début de la Seconde Guerre mondiale, des chevaux crétois sont envoyés dans le Péloponnèse, tout particulièrement dans la région d'Amaliáda, pour servir de montures de guerre. Un premier registre généalogique est ouvert en 1945. 
En 1993, le député européen Sotiris Kostopoulos interpelle la Commission européenne au sujet de la menace de disparition pesant sur le giorgalidiko. Un nouveau registre généalogique est créé l'année suivante,, incluant 81 mâles et 101 femelles lors de sa fondation. La quatrième édition de l'encyclopédie de référence de Mason (CAB International), en 1996, signale la race comme étant presque éteinte. Elle est depuis officiellement reconnue par le gouvernement grec. En 2003, d'après Jasper Nissen, seule une centaine de chevaux crétois est inscrite dans ce registre ; néanmoins, il signale à la même époque une prise de conscience quant à cette race de chevaux, créant une demande qui dépasse l'offre. 
L'année suivante, un recensement ne permet de trouver que 36 chevaux correspondant au type originel de la race. Un programme de conservation est mis en place jusqu'en 2011, permettant une légère remontée des effectifs. Une association s'est depuis constituée pour préserver le Crétois. Les sujets non-croisés avec d'autres races sont désormais rares.

## Description

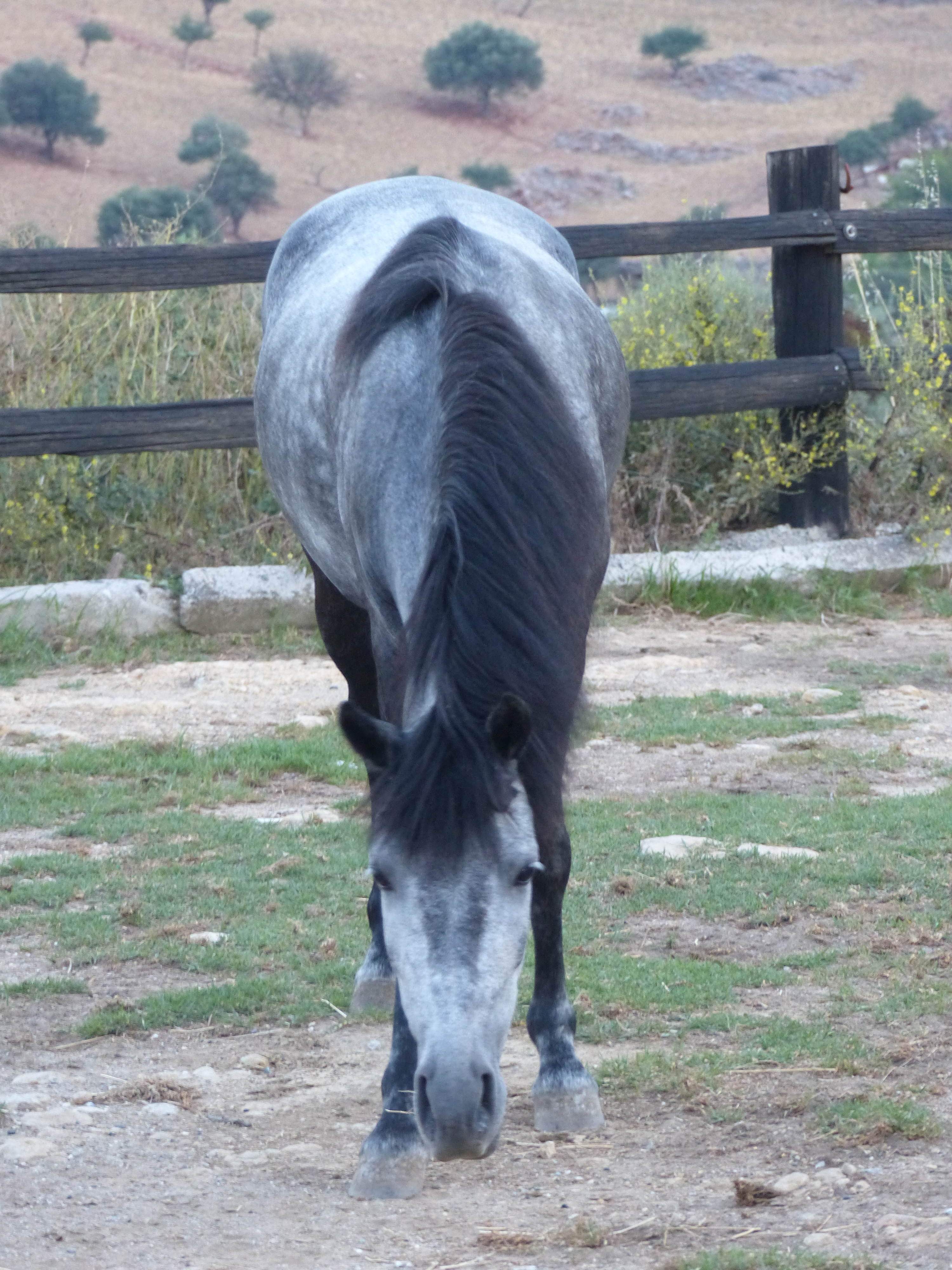
Cheval crétois gris, vu de face, à Grillos stables.

### Taille et poids
Le Crétois mesure de 1,34 m à 1,40 m au garrot, d'après CAB International et la base de données DAD-IS. L'étude de J. Menegatos, V. Lekkas et M. Konsantinidou, ainsi le guide Delachaux, indiquent une fourchette plus étendue, de 1,25 m à 1,45 m, avec une moyenne de 1,34 m chez les femelles et 1,40 m chez les mâles. Le poids indiqué par Menegatos et al. est de 120 à 130 kg.

### Morphologie
Le modèle est fin et de type arabe,,, avec un corps étroit. La tête est fine, petite et longue, l'encolure fine. Le poitrail est étroit. La croupe est inclinée, avec une queue attachée bas. Les membres sont minces, terminés par de petits pieds. Crinière et queue sont abondantes mais cette dernière est souvent coupée court.

### Robe

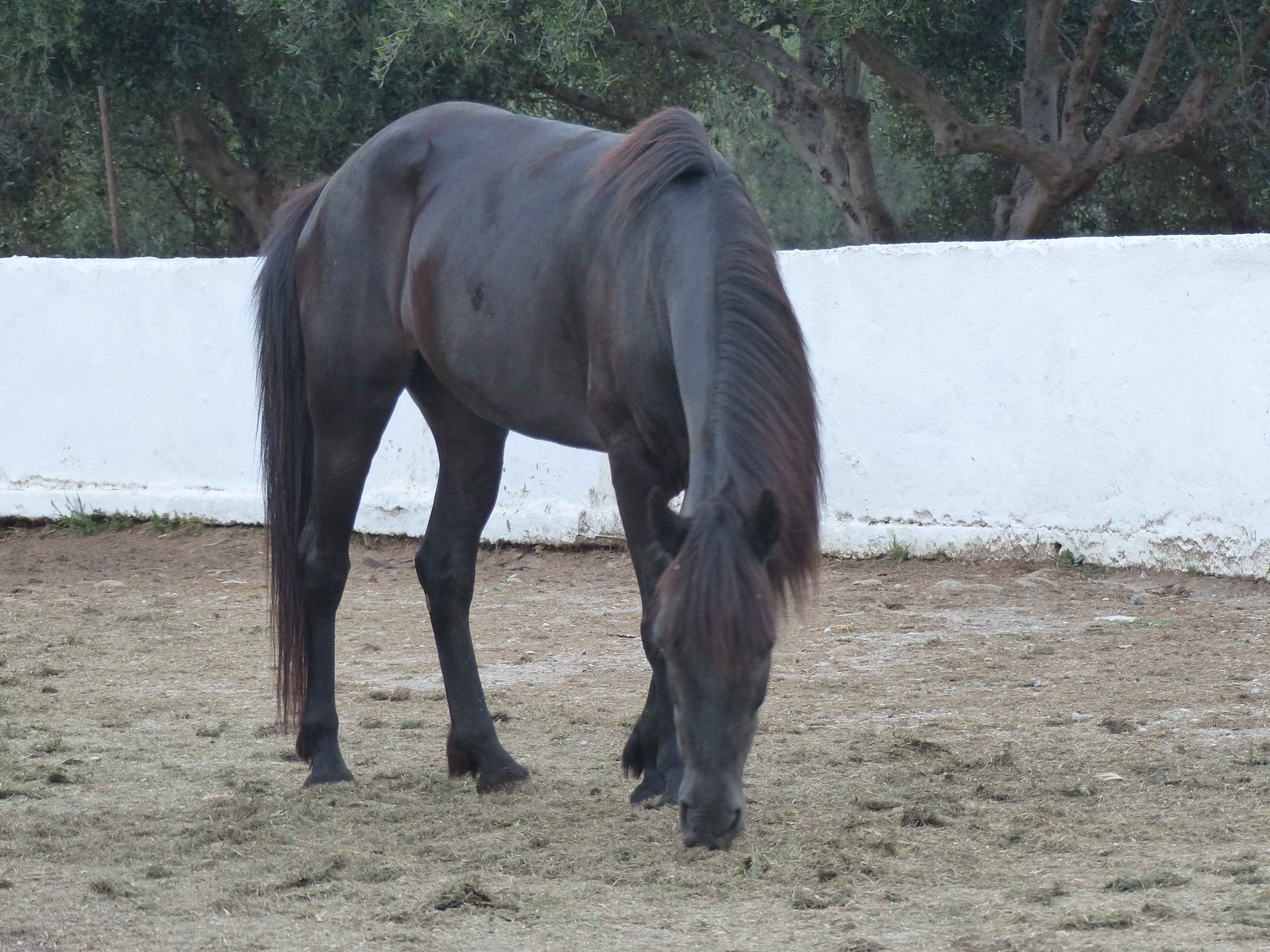
Cheval crétois noir, Grillos stables.

La robe est majoritairement baie sous toutes les nuances (y compris le bai-brun), noire ou grise sous toutes les nuances,,,. D'après l'auteure du guide Delachaux, certains sujets présentent une robe « gris-brun » sans marques blanches, mais avec des marques primitives. D'après Menegatos, toutes les couleurs de robe simples sont possibles.

### Tempérament et entretien
Le caractère est réputé vif, avec une méfiance envers les personnes étrangères, mais aussi doux et intelligent. Ces chevaux sont forts et résistants, très habiles sur les terrains accidentés typiques de la Crète,. Ils sont, par exemple, capables de se laisser glisser au bas d'une pente, au contraire de nombreux chevaux de plaine.
Ils vivent habituellement à l'extérieur, n'étant gardés en enclos que durant l'hiver. En revanche, les chevaux montés régulièrement vivent en écurie toute l'année. Les chevaux crétois sont réputés adultes à deux ans, et capables de se reproduire dès cet âge.

### Allures
Cette race est connue pour avoir une allure supplémentaire en plus du pas, du trot et du galop. Décrite comme une « glissade sur la glace », cette allure est localement nommée arravani en grec, et rah van en turc. Il s'agit d'une forme d'amble rompu, c'est-à-dire un amble à quatre temps, qui participe pour beaucoup à la réputation du Crétois,, en le rendant particulièrement agréable à monter. Le Crétois constitue de ce fait l'une des rares races de chevaux européennes dotées d'allures supplémentaires.
La race a fait l'objet d'une étude visant à déterminer la présence de la mutation du gène DMRT3 à l'origine des allures supplémentaires : l'étude de 66 sujets a permis de détecter la présence de cette mutation chez 97,7 % d'entre eux et donc de confirmer l’existence de chevaux d'allure chez le Crétois.

### Génétique
L'étude génétique d'A. P. Apostolidis et al., menée sur quatre races de chevaux indigènes grecques et publiée en 2008, indique que le Crétois a été trop croisé, ou bien n'a pas été isolé durant suffisamment longtemps pour développer des particularités génétiques propres. Des quatre races étudiées, le Crétois est plus proche du Pindos et plus éloigné du Skyros et de l'Andravida. Le Pindos et le Crétois partagent des haplotypes en commun. CAB International différencie la race du groupe des poneys des Balkans (comptant le Skyros, le Pénée et le Pindos).
La diversité génétique du Crétois est bonne, malgré ses faibles effectifs.

## Utilisations

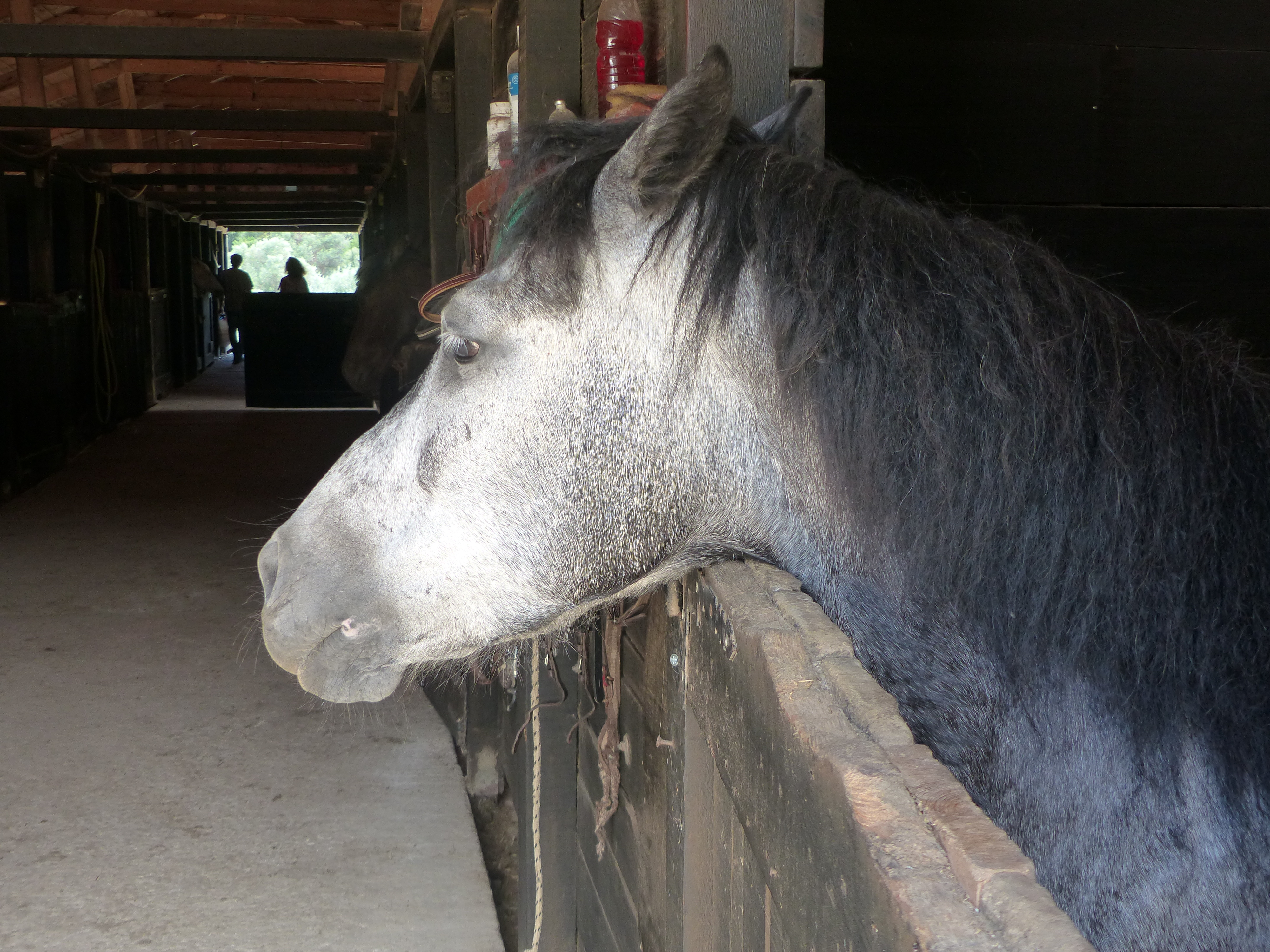
Jeune cheval crétois à l'écurie, Grillos stables.

Le Crétois est monté ou mis à la traction légère pour divers travaux de ferme. Cette dernière utilisation est cependant de plus en plus rare, déclinant au profit d'une utilisation sous la selle ou pour des courses, ainsi que de la monte pour le tourisme, les loisirs et la randonnée équestre. Malgré sa taille relativement réduite, le Crétois peut porter un homme adulte durant plusieurs heures de grande randonnée en montagne, avec une sûreté de pieds supérieure à celle des chevaux warmblood européens employés pour le même type d'activité en Crète. Les étalons crétois sont parfois croisés avec des ânesses pour donner des bardots. Il existe aussi une longue tradition d'élevage de mules en Crète.
La viande de cheval n'est pas consommée en Crète.
Une parade « Pancretoise », rassemblant tous les propriétaires de chevaux crétois qui le désirent, est organisée tous les ans. La 13e édition a eu lieu à Kissamos le 18 septembre 2016. Deux fois par an, des jeux équestres sont organisés sur le plateau du mont Stroumboulas (en), faisant s’affronter des cavaliers sur leurs Crétois à l'amble.

## Diffusion de l'élevage
Le Crétois fait partie des chevaux autochtones de Grèce (de Crète plus précisément) et est considéré comme un héritage culturel. La majorité des effectifs se trouve en Crète, la race étant toujours élevée dans son berceau originel, la plaine de la Messará. Ce cheval a cependant été exporté dans d'autres régions de Grèce ainsi que dans toute l'Europe. Il pourrait être à l'origine du Pénée, à travers des exportations survenues pendant la Seconde Guerre mondiale.
L'étude menée par l'université d'Uppsala, publiée en août 2010 pour la FAO, signale le Crete comme race de chevaux locale d'Europe en danger d'extinction, mais bénéficiant de mesures de protection. 
En 2010, l'effectif recensé est de seulement 203 sujets, pour 213 en 2013 et 211 en 2017, avec tendance à la stabilité. La race est indiquée comme étant en danger d'extinction dans DAD-IS. Les efforts de conservation montrent globalement leur efficacité.